# Alternaria triticina
Espèce
Alternaria triticina est une espèce de champignons ascomycètes  de la famille des Pleosporaceae.
Ce champignon phytopathogène est l'agent de l'alternariose du blé.